# Feu et Sang - Bref épisode d'une grande bataille
Feu et Sang  (titre original : Feuer und Blut. Ein kleiner Ausschnitt aus einer grossen Schlacht ), publié en 1925, est un livre d'Ernst Jünger. 

## Histoire du texte
En 1920, puisant dans les quinze carnets qu'il a tenus durant toute la période de la guerre, Ernst Jünger écrit un récit autobiographique sur son expérience de la Première Guerre mondiale qu'il a vécue comme soldat de bout en bout : Orages d'acier. En 1925, il en retravaille un chapitre « la grande bataille » qui est publié sous le titre Feu et sang.

## Description
Comme lieutenant, Jünger combat en première ligne lors de l’offensive du Printemps 1918. Le matin du 21 mars 1918 en Picardie (opération Michael), il attaque avec sa section en direction de Mory. Blessé une nouvelle fois, il est évacué sur Quéant.

## Éditions en allemand
- Feuer und Blut. Ein kleiner Ausschnitt aus einer grossen Schlacht, chez Klett-Cotta en 1978, à Stuttgart.

## Traduction en français
- Feu et sang - Bref épisode d'une grande bataille (trad. Julien Hervier), Christian Bourgois éditeur, (1998)
- Feu et sang - Bref épisode d'une grande bataille Révision de la traduction de Julien Hervier par François Poncet, in Ernst Jünger, Journaux de guerre  – I. 1914-1918, Gallimard, Bibliothèque de la Pléiade (2008), pp. 423-511  (ISBN 978-2-07-011629-4)